# The Economist
The Economist, britanski ekonomski tjednik i najuglednija tiskovina na polju ekonomije. Redovito izlazi od rujna 1843. godine te ima prosječnu tiskanu nakladu od 1,5 milijuna primjeraka.
Tjednik je krajnje liberalnog političkog usmjerenja te promiče globalizaciju, slobodno trgovanje bez nameta, potpunu slobodu tržišta. No, zbog istog je liberalizma često kritiziran jer otvoreno zastupa neznanstvena i neekonomska pitanja poput ozakonjenja droga, što se može objasniti utjecajem vlasnika tjednika - obitelji Rothschild i Agneli.
Sjedište tjednika nalazi se u lodonskom City-u, u Westminsteru.